# 吉田氏 (上北面)
吉田氏（よしだし）は、日本の地下家。

## 概要
地下家の吉田氏は公家の吉田家の分家であり、吉田兵部大輔兼有の次男・宮内少輔兼次（兼氏）の子の美濃守兼則を祖とする。代々上北面となった。